# Robert I av Flandern
Robert I av Flandern, född omkring 1035, död 13 oktober 1093 i Cassel, var greve av Flandern 1071-1093. 
Han var son till Balduin V av Flandern och Adelheid av Frankrike. 
Gift med Gertrud av Sachsen.

## Barn
1. Robert II av Flandern, (runt 1065-1111).
2. Dotter, gift med greve av Elsass.
3. Adele av Flandern (1064/1065-1115), gift först med kung Knut den helige av Danmark (dräpt 1086), sedan med hertig Roger I "Borsa" av Apulien-Calabrien (död 1111).